# ۱۲۵ (قمری)
۱۲۵ (قمری)، صد و بیست و پنجمین سال در گاهشماری هجری قمری است. اول محرم این سال برابر با هشتم نوامبر سال ۷۴۲ میلادی است.

## درگذشتگان
۹ ربیع‌الاول - هشام بن عبدالملک دهمین خلیفهٔ اموی

## وابسته
- جعفر صادق
- ابراهیم موصلی